# High Expectations
High Expectations è il primo album in studio della cantante britannica Mabel, pubblicato il 2 agosto 2019 su etichetta discografica Polydor Records.

## Tracce
CD
1. High Expectations (Intro) – 1:27 (Mabel McVey, Joel Compass, Tre Jean-Marie)
2. Bad Behaviour – 3:25 (Mabel McVey, Marlon Roudette, Andrew Hershey)
3. Don't Call Me Up – 2:58 (Mabel McVey, Camille Purcell, Steve McCutcheon)
4. FML – 3:12 (Mabel McVey, Marlon Roudette, Kelly Marie Richardson, Sarah Aarons, Warren Felder)
5. We Don't Say... – 3:11 (Mabel McVey, Kelly Marie Richardson, Alexander Shuckburgh)
6. Selfish Love (feat. Kamille) – 3:12 (Mabel McVey, Camille Purcell, Fraser Thornycroft-Smith)
7. Lucky (Interlude) – 1:14 (Mabel McVey, Marlon Roudette, Jordan Riley)
8. Mad Love – 2:49 (Mabel McVey, Camille Purcell, Steve McCutcheon)
9. Trouble – 3:28 (Mabel McVey, Lewis Allen, Michael Hannides, Anthony Hannides)
10. Put Your Name on It – 3:41 (Mabel McVey, Fraser Thornycroft-Smith, Paul Tyrell)
11. Stckhlm Syndrome (Interlude) – 2:25 (Mabel McVey, Kelly Marie Richardson, James David, Oliver Dickinson, Maxwell Bidstrup)
12. OK (Anxiety Anthem) – 3:38 (Mabel McVey, Maria Hazell, Uzoechi Emenike)
13. I Belong to Me – 2:36 (Mabel McVey, Jimmy Napes)
14. High Expectations (Outro) – 2:25 (Mabel McVey, Joel Compass, Tre Jean-Marie)

Tracce bonus
1. Finders Keepers (feat. Kojo Funds) – 4:28 (Mabel McVey, Jordan D. Reid, Marlon Roudette, Errol Bellot, Steven Marsden)
2. Fine Line (con Not3s) – 3:32 (Mabel McVey, Jordan D. Reid, Marlon Roudette, Odunaike Lukman)
3. My Lover (con Not3s) – 3:12 (Odunaike Lukman, Mabel McVey)
4. Ring Ring (con Jax Jones feat. Rich the Kid) – 3:38 (Timucin Aluo, Marlon Roudette, Mark Ralph, Uzoechi Emenike, Mabel McVey, Camille Purcell)
5. Cigarette (con Raye e Stefflon Don) – 3:08 (Rachel Keen, Mabel McVey, Lewis Hughes, Nicholas Audino, Te Whiti Warbrick, Ryan Vojtesak, Stephanie Allen)
6. Not Sayin' – 3:43 (Mabel McVey, Kelly Marie Richardson, Joel Compass, Josh Crocker, JD Reid)

Tracce bonus nella riedizione digitale
1. Tick Tock (con Clean Bandit feat. 24kGoldn) – 3:03 (Grace Chatto, Jack Patterson, Camille Purcell, Mabel McVey e Golden Landis Von Jones)

1. West Ten (con AJ Tracey) – 3:33 (Fred, Take a Daytrip, AJ Tracey, Camille Purcell, Mabel McVey)

1. Boyfriend – 3:46 (Camille Purcell, Mabel McVey, Marlena Shaw, Richard Evans, Robert Miller, Steve Mac)

1. God Is a Dancer (con Tiësto) – 2:48 (Violet Skies, Tijs Verwest, Josh Wilkinson)

Tracce bonus dell'edizione giapponese
1. Don't Call Me Up (R3hab Remix) – 2:33 (Mabel McVey, Camille Purcell, Steve McCutcheon)
2. One Shot – 3:55 (Mabel McVey, Kelly Richardson, Gabriel Kusimo, Jordan D. Reid)
3. Thinking of You – 3:34 (Mabel McVey, Joel Laslett Pott)

## Successo commerciale
High Expectations ha debuttato al 3º posto della Official Albums Chart britannica con 9 761 unità vendute. Nonostante abbia venduto solo 51 copie di musicassetta, è stato l'album più venduto della settimana in questo formato.

## Classifiche

### Classifiche settimanali
| Classifica (2019) | Posizione massima |
| ----------------- | ----------------- |
| Australia         | 70                |
| Belgio (Fiandre)  | 50                |
| Belgio (Vallonia) | 165               |
| Canada            | 47                |
| Francia           | 80                |
| Germania          | 58                |
| Irlanda           | 5                 |
| Lituania          | 82                |
| Norvegia          | 37                |
| Paesi Bassi       | 41                |
| Regno Unito       | 3                 |
| Spagna            | 98                |
| Stati Uniti       | 198               |
| Svizzera          | 29                |

### Classifiche di fine anno
| Classifica (2019) | Posizione |
| ----------------- | --------- |
| Regno Unito       | 83        |
| Classifica (2020) | Posizione |
| Irlanda           | 21        |
| Regno Unito       | 16        |
| Classifica (2021) | Posizione |
| Irlanda           | 49        |
| Regno Unito       | 35        |

## High Expectations... Stripped
High Expectations... Stripped è la versione acustica dell'album, registrato da Mabel nello studio di casa sua durante il periodo di quarantena causato dalla pandemia da COVID-19. L'album è stato pubblicato il 31 luglio 2020.

### Tracce
1. High Expectations (Intro) (Stripped) – 2:05
2. Bad Behaviour (Stripped) – 3:05
3. Don't Call Me Up (Stripped) – 3:14
4. FML (Stripped) – 3:53
5. We Don't Say... (Stripped) – 3:15
6. Selfish Love (Stripped) – 3:24
7. Lucky (Interlude) (Stripped) – 1:23
8. Mad Love (Stripped) – 3:04
9. Trouble (Stripped) – 3:46
10. Put Your Name On It (Stripped) – 3:17
11. Stckhlm Syndrome (Interlude) (Stripped) – 2:29
12. OK (Anxiety Anthem) (Stripped) – 3:52
13. I Belong to Me (Stripped) – 2:44
14. High Expectations (Outro) (Stripped) – 2:36